# Girolamo Amalteo
Girolamo Amalteo (fl. XVI secolo) è stato un pittore italiano.

## Biografia
Fratello di Pomponio, fu da lui educato alla pittura e dette prova di ingegno precoce. Secondo la tradizione vi fu gelosia professionale tra i due; di documentato c'è solo che tra il 1533 ed il 1539 collaborò con Pomponio negli affreschi del ciclo delle storie di Maria nella chiesa di San Maria dei Battuti di San Vito al Tagliamento.
Nel 1542 Girolamo fu Cameraro di Confraternita dei Battuti e morì, probabilmente, l'anno successivo.
Viene molto elogiato da Carlo Ridolfi per il suo modo vivace di dipingere, mentre Renaldis dice che, a suo parere, se fosse vissuto più a lungo avrebbe dimostrato di essere pari al grande Pordenone.